# Спурий Навций Рутил (консул 411 пр.н.е.)
Вижте пояснителната страница за други личности с името Спурий Навций Рутил.
Спурий Навций Рутил (на латински: Spurius Nautius Rutilus) e политик на Римската република.
Произлиза от патрицианската фамилия Навции. Син е на Спурий Навций Рутил (трибун 424 пр.н.е.).
Спурий Рутил е военен трибун през 419 пр.н.е., 416 пр.н.е. и през 404 пр.н.е., а през 411 пр.н.е. е консул.